# Pyroglyphidae
Pyroglyphidae é uma família de ácaros que inclui algumas das espécies cosmopolitas de pequenos ácaros encontrados em poeira doméstica e depósitos de farinhas e rações. Algumas das espécies desta família, em especial Dermatophagoides pteronyssinus, Dermatophagoides farinae e Euroglyphus maynei, são responsáveis por manifestações alérgicas cutâneas e respiratórias em humanos que, no caso europeu, afectam 20-40% da população.